# Francesco de' Pazzi
Francesco de' Pazzi (Firenze, 28 gennaio 1444 – Firenze, 26 aprile 1478) è stato un banchiere e politico italiano, tra i principali responsabili della Congiura dei Pazzi.

## Biografia
Francesco era uno dei nove figli (tre maschi e sei femmine) di Antonio de' Pazzi, figlio di Andrea de' Pazzi, e Nicolosa, figlia di Alessandro degli Alessandri e di Onesta Acciaioli.
La famiglia Medici ebbe sempre numerosi nemici in ogni generazione, in particolare per via della sua supremazia economica e politica che disturbava spesso altre famiglie di maggiorenti. La congiura detta dei Pazzi fu però l'unica che portò delle gravi conseguenze, con la morte di Giuliano de' Medici sotto le coltellate dello stesso Francesco e di Bernardo Bandini Baroncelli, e il tentato omicidio di Lorenzo de' Medici la mattina di domenica 26 aprile 1478.
L'ideatore viene generalmente indicato come Francesco stesso che, essendo tesoriere pontificio aveva ottenuto la gestione della Depositeria Apostolica da Sisto IV il quale approvava la congiura e cercò altri alleati esterni. Francesco inoltre si era legato in amicizia con il nipote del papa Girolamo Riario, per incontrare il quale si recava spesso a Roma.
Nella stessa famiglia anche lo zio di Francesco, Jacopo fu tra i principali responsabili, e i congiurati si servirono della parentela di Guglielmo de' Pazzi, fratello di Francesco, con i Medici (era cognato del Magnifico, perché marito di sua sorella Bianca) per avvicinarsi ai loro nemici segreti.
Tra le cause scatenanti venne anche individuata una questione di una importantissima eredità di un altro fratello di Francesco, Giovanni de' Pazzi. Giovanni aveva da poco iniziato la sua carriera politica come membro dei Priori delle Libertà nel 1472, quando morì il suo ricchissimo suocero Giovanni Borromei.
Ma Lorenzo fece promulgare una legge che impediva alle figlie femmine se figlie uniche e sposate, di avere il diritto ad ereditare dal padre e questo nello specifico caso impedì a Beatrice Borromei di ricevere il patrimonio del padre. In tal modo si impediva anche l'entrata nelle casse dei Pazzi di una notevolissima somma di denaro, cosa che era stata valutata e prevista nella politica generale dei matrimoni di interesse dei grandi oligarchi del tempo.
Al momento dell'azione vera e propria Francesco, con Bernardo Bandini, andò a prendere a casa Giuliano de' Medici (si riporta come lo abbracciò per vedere se portasse una cotta di maglia di ferro a protezione, ma non la indossava) e durante la messa in Santa Maria del Fiore entrambi lo colpirono a morte. Francesco fu così preso dalla foga omicida che si ferì a una gamba. Se Giuliano però moriva (fatale fu una coltellata alla testa che gli sfondò il cranio), Lorenzo venne ferito solo di striscio. Nonostante questo la congiura però fallì a causa del tempismo sbagliato delle truppe esterne che dovevano occupare la città e per il sostegno popolare del quale godevano i Medici a Firenze: fu la folla stessa inferocita a stanare, catturare ed impiccare Francesco poche ore dopo l'attentato.

## Omaggi e citazioni
- Nel videogioco Assassin's Creed II compare come templare e viene ucciso da Ezio Auditore per vendicare la sua famiglia.
- Nel film Hannibal,  l'ispettore fiorentino Rinaldo Pazzi, interpretato da Giancarlo Giannini, é un discendente di Francesco, che finisce per essere impiccato a Palazzo Vecchio proprio come il suo antenato.
- Francesco, interpretato dall'attore italiano Matteo Martari, appare nella seconda stagione della serie televisiva I Medici, diventandone in seguito uno degli antagonisti principali.
- Nella serie televisiva Da Vinci's Demons Francesco è interpretato da Elliot Levey.